# Чагатайский язык
Чагата́йский язы́к (также тюрки́, в прошлом — староузбекский и староуйгурский; самоназвание — جغتای, jaĝatāy или ترکی, Turkī) — тюркский письменно-литературный язык, достигший наибольшего расцвета и единообразия в тимуридских уделах Мавераннахра в XV веке и Бухарском ханстве при правлении узбекских династий Шейбанидов и Джанидов в XVI—XVIII вв., а также в государствах Туглуктимуридов Могульского ханства в XVIII—XIX вв. и в период оккупации земель Кашгарии Империей Цин.  
Киргизский, ногайский, кумыкский, азербайджанский и некоторые другие языки получили быстрое развитие в XX в. благодаря чагатайскому языку.
До установления советской власти являлся основным письменным и литературным языком узбекского и уйгурского народов. В 1930—1960-х г. к нему применялся не совсем точный термин «староузбекский язык».

## Этимология
Слово «чагатай» относится к Чагатайскому ханству (1224—1340-е гг.) — империи-потомку Монгольской империи, оставленной второму сыну Чингисхана, Чагатай-хану.
Книжно-письменный тюркский язык XV — начала XVI в. — современниками именовался тюрки́  или чагатай тюрки, и лишь позже в некоторых источниках стал называться «чагатайским».
Тимурид Бабур, выходец из города Андижан, писал о языке народа в своих мемуарах: «Жители Андижана — все тюрки; в городе и на базаре нет человека, который бы не знал по-тюркски. Говор народа сходен с литературным».
Выдающийся лингвист В. Радлов утверждал в 1868 году, что термин «чагатайский язык» является синонимом понятия «узбекский язык». В пределах Самаркандской области письменность имел только узбекский. На обширной территории, занимаемой узбеками, наблюдались диалектные различия, но в общем этот язык можно было рассматривать как единое целое. 
В рамках подготовки к созданию в 1924 году Советской Республики Узбекистан чагатайский язык, или язык тюрки был официально переименован в «староузбекский», что, как утверждал Э. Оллворс, «сильно исказило литературную историю региона» и использовалось для придания таким авторам как Алишер Наваи узбекского самосознания. В русских дореволюционных источниках он также упоминался как «тюрки» или «сарт». В Китае его иногда называют «древнеуйгурским».

## История
Исследователи различают несколько этапов развития чагатайского языка: хорезмский тюркский, или ранний чагатайский (XIII—XIV вв.), классический и поздний чагатайский (IX—XIII / XV—XIX века) и современный узбекский язык. По мнению М. Ф. Кёпрюлю, хорезмский тюркский является прямым предшественником классического чагатайского языка. Согласно Э. Н. Наджипу, туркменский язык приобщился к чагатайскому языку на раннем этапе его становления, а представители туркменских племён принимали участие в дальнейшем развитии чагатайского языка.
Чагатайский язык является потомком караханидско-уйгурского языка, но вобрал в себя также элементы самаркандского диалекта и андижанского (предков современного узбекского), наследием древнеуйгурского языка является использование уйгурского письма, которым написаны ранние чагатайские сочинения. Литература на чагатайском языке берёт свои истоки в Хорезме.
По причине постоянного смешения тюркского населения и перемещения географических центров язык вобрал в себя множественные диалектные формы различных тюркоязычных общностей, однако в целом он основывался на карлукской грамматической основе. Помимо карлукской лингвистической основы, в чагатайском прослеживаются особенности огузского влияния (на территории Хорезма), а также некоторые черты кыпчакских языков в местах тесного контакта с их носителями.
Среди тюркологов нет единства в толковании чагатайского языка и определении его временных границ, но принято считать, что на нём писали в Средней Азии начиная с XIII—XIV и практически до начала XX века.
Современные узбекский и уйгурский языки, текинский диалект туркменского языка в Афганистане сложились на основе чагатайского языка (тюрки́).
Чагатайский язык складывался как письменный язык на основе карлуко-уйгурских диалектов, испытавших влияние андижанского диалекта и самаркандского диалекта. В чагатайском языке нашли отражение разные черты кипчакских, а также восточноогузских диалектов, на основе которых позднее сложился современный туркменский язык.
Благодаря близости проживания и активным контактам между представителями карлукской, кыпчакской и огузской групп тюркских наречий чагатайский стал наддиалектным языком.
Чагатайский язык отличается высоким уровнем художественной выразительности и терминологической полноты. Жанры поэзии и прозы включают стили религиозной, философско-дидактической, научной, юридической, деловой, эпистолярной литературы. Тюркоязычные крымчаки до конца XIX века называли свой язык «чагатай». Письменность — на основе арабской графики и уйгурского письма.

## Центры развития Чагатайского тюркского языка
В XIV веке Хорезм стал культурным центром чагатайского языка. При Тимуридах Герат, Самарканд и Шираз были главными литературными центрами в первой половине XV века. После того, как Тимуридов сменили Шейбаниды Бухара, Самарканд, Хорезм, Балх и Фергана стали культурными центрами чагатайского языка.
Во время похода против золотоордынского хана Тохтамыша в 1391 году Тимур приказал выбить у горы Алтын шокы надпись на чагатайском языке уйгурскими буквами — восемь строчек и три строчки на арабском языке, содержащих коранический текст.
С конца XV века в чагатайском прослеживается тенденция ухода от староуйгурской караханидской литературной традиции и сближения с народным языком предков современных узбеков. К этому времени в грамматической системе литературного языка наметились черты перехода к современному узбекскому языку.
В отдельных тимуридских уделах, в частности, в Андижане, в канцелярии отца Бабура — Умар Шейха — во второй половине XV века документы составлялись на чагатайском языке, причём для этого использовалась уйгурская графика.
Одним из известных образцов использования тюркского как называли его современники (Навои, Бабур и др.) или чагатайского является стихотворение хорезмийского поэта эпохи Тимуридов Хайдара Хорезми, который считал себя хорезмийским тюркским поэтом, например, «Тенг бўла билмас эди Хофиз била Хоразмда, Туркий айта тирилур бўлса бу дамда Санжарий» (перевод: «Никто в Хоразме не сравнится с Хафизом, спевшим тюркский стих, Смог бы Санджари вновь явиться — тот сложил бы стих иной»).
Тюркский поэт Алишер Навои (1441-1501) в трактате «Суждение о двух языках» в 1499 году обосновал культурное и художественное значение тюркского языка. Навои писал:
Богатство тюркского языка доказано множеством фактов. Выходящие из народной среды талантливые поэты не должны выявлять свои способности на персидском языке. Если они могут творить на обоих языках, то все же очень желательно, чтобы они на своем языке писали стихов побольше». И далее: «Мне кажется, что я утвердил великую истину перед достойными людьми тюркского народа, и они, познав подлинную силу своей речи и её выражений, прекрасные качества своего языка и его слов, избавились от пренебрежительных нападок на их язык и речь со стороны слагающих стихи по-персидски.

## Чагатайско-османские словари
Чагатайский язык или среднеазиатский тюрки в определенной степени отличался от турецкого языка XVI-XIX веков, поэтому были составлены чагатайско-османские словари. Один из таких словарей был составлен Шейх Сулейманом.

## Чагатайско-тюркский язык в начале XX века
Язык использовался как литературный вплоть до вытеснения стандартным узбекским во время СССР. Например, в 1922 году на чагатайском языке в Ташкенте печатался джадидский журнал «Хакикат».
В своих произведениях самаркандский просветитель Бехбуди (1875-1919) использовал синоним термина чагатайский язык - тюркский язык (тюрки) как синоним узбекского языка, причём отмечал, что «на узбекском языке говорит большинство населения Туркестана». Слова Бехбуди "Хак берилмас — олинур" — «Права не даются, а завоевываются!» стали девизом для джадидов.
Узбекский просветитель из Коканда Ашурали Захири в 1914 году написал статью в которой он подчеркнул важную роль произведения тюркского поэта Алишера Навои «Мухокамат-уль-луг’атайн» в истории узбекского языка. Он издал в типографии «Мухокамат уль-Лугатайн» в 1916 году.

## Поэты и ученые, писавшие на чагатайском языке
Среди поэтов, писавших свои сочинения на тюрки или чагатайском языке были:
1. Хайдар Хорезми (начало XV века), Атаи (XV век), Лутфи (1365—1465), Алишер Навои (1441—1501), тимуриды Саид Ахмад (начало XV века), Хусейн Байкара (1438—1506), Бабур (1483—1530), узбекские правители Шейбани-хан (1451—1510)[40][41], Убайдулла-хан (начало XVI века)[42], узбекский полководец Кулбаба кукельдаш[43] Одним из поэтов конца XIV— начала XV века был узбекский поэт Дурбек, крупный представитель узбекской светской литературы того периода[44]. Из наследия Дурбека сохранилась переработка любовно-романтической поэмы в двух рукописях «Юсуф и Зулейха» на староузбекском языке[45].
2. Ханы Яркендского Ханства Султан Саид Хан (1487—1533 гг), Абд ар-Рашид-хан I (1509/10—1559), уйгурские поэты Кадирхан Ярканди и Мирза Мирак Чалыш, уйгурские летописцы Мухаммад Имин Садр Кашгари (автор «Асар аль-Футух»), Мухаммад Садик Кашгари (автор «Памяти о святых») и Муса Сайрами (автор «Тарихи Хамиди»).
3. Ханы Казахского ханства в XVII—XVIII веках, как и их соседи, использовали чагатайский язык при составлении дипломатической переписки. Он применялся наряду с другими тюркскими и не тюркскими языками в официальных письмах ханов и султанов, таких как Абылай, Абулхаир, Тауке, Каип и других представителей степной элиты[46].
4. Узбекские поэты XVI—XVII веков: Утемиш-хаджи, Падшах-ходжа (1480—1547), Нисари (1516—1596), Маджлиси, Суфи Аллаяр (родился в 1644 г.), Машраб, Турды и другие.
5. Могольский государственный деятель и поэт туркменского происхождения Байрам-хан (1501—1561)[47], туркменский историк XVI в. Салар баба[48], туркменский поэт и ученый Довлетмаммед Азади[49], туркменский поэт XVIII в. Андалиб[50] , и другие.
6. Джахан-Атын Увайси (1781—1845) — поэтесса, классик кокандской (узбекской) литературы на тюркском чагатайском языке. Наряду с Надирой и Махзуной являлась представительницей кокандской женской поэзии[51].
7. Узбекские поэты и историки Хорезма XVII—XIX веков : Абулгази бахадур-хан, Агахи (1809—1874), Мунис Хорезми (1778—1829), Баяни и др.

Тимурид Захир ад-дин Бабур как Алишер Навои называл свой язык тюркским, а не чагатайским. Его главный труд — автобиография «Бабур-наме», первый образец этого жанра в исторической литературе, живо воссоздаёт детали быта и обычаи эпохи. Французский востоковед Луи Базан писал, что «автобиография (Бабура) представляет собой чрезвычайно редкий жанр в исламской литературе».
Одним из известных газелей Бабура является стихотворение «Доброта» — «Яхшилиг», в котором он пишет о том, что надо делать добро народу-элю (Бори элға яхшилик қилғилки, мундин яхши йўқ Ким, дегайлар даҳр аро қолди фалондин яхшилик).
Узбекский поэт Суфи Аллаяр (1644—1721) из села Минглар (90 километров к западу от Самарканда), происходил из узбекского рода утарчи. Знаменитое стихотворное произведение Суфи Аллаяра «Саботул ожизин», написанное на чагатайском или староузбекском языке было, посвящено суфийской философии и стало позже учебным пособием для медресе Бухары, Коканда и Хивы. Произведение было много раз переиздано в Турции, Пакистане, Саудовской Аравии и России (Казани).
Узбекский правитель джанид Субханкули-хан (1680—1701) был автором произведения по медицине «Субханкулиево оживление медицины» («Ихйа ат-тибб Субхани») на чагатайском тюркском языке и посвящён описанию болезней, их распознанию и лечению.

## Наследие Чагатайской литературы в современности
Шедевры чагатайской поэзии включены в репертуары советских и современных узбекских певцов и певиц: Шерали Джураева, Артык Атаджанова, Мунаджат Юлчиевой и других.